# Peter Tork
Peter Tork, (13. února 1942 Washington, D.C. – 21. února 2019 Mansfield) vlastním jménem Peter Halsten Thorkelson, byl americký herec a hudebník, klávesista a baskytarista skupiny The Monkees.

## Diskografie

### LP a CD
- 1993: Stranger Things Have Happened
- 1996: Peter Tork & James Lee Stanley: Two Man Band
- 2000: Peter Tork & Shoe Suede Blues: Live in L.A.
- 2001: Peter Tork & James Lee Stanley: Once Again
- 2003: Peter Tork & Shoe Suede Blues: Saved by the Blues
- 2006: Peter Tork & James Lee Stanley Live & Backstage at the Coffee Gallery
- 2007: Peter Tork & Shoe Suede Blues: Cambria Hotel
- 2013: Peter Tork & Shoe Suede Blues: Step by Step (jako digitální download)

### Singly
- 1976: Christmas Is My Time of Year (s Mickym Dolenzem & Davym Jonesem)
- 1981: Higher And Higher / (I’m Not Your) Steppin’ Stone